# Mammutteatret
Mammutteatret er et dansk teater.
Teatret blev grundlagt i 1983 af en gruppe skuespillere, der fandt et behov for nytænkning indenfor såvel repertorie som kunstnerisk stil. Det første skuespil, teatret opførte var Bertolt Brechts Baal, der blev opført i Husets Teater i Sam Besekows iscenesættelse. Dengang som nu har teatret ikke rådet over sit eget teater, men bruger andre teatre til sine opsætninger. Særligt i begyndelsen fokuserede teatret på tysk, russisk og dansk dramatik. 
Mammutteatret ledes i dag af Tina Gylling Mortensen og Claus Flygare, der begge har været med siden starten, samt Thomas Bendixen og Kari Vidø.
Teatret modtager offentlig støtte fra Teaterrådet og har også i perioder modtaget støtte fra Københavns Kommune.